# Pu Laldenga
Pu Laldenga (1937-1990) fou un líder nacional dels mizos o zomis de l'Índia.
Va ingressar a l'exèrcit però fou llicenciat i va passar a ocupar un càrrec municipal. El 1960 va fundar el Front Nacional de la Fam Mizo que l'octubre de 1961 es va convertir en partit polític sota el nom de Front Nacional Mizo i Laldenga en fou elegit president. Els caps tribals, l'església, la joventut i el funcionariat local li donava suport, així com militars que havien estat companys seus al II Regiment d'Assam (suprimit el 1964); enfront tenia a la Unió Mizo, organització partidària de la unió amb l'Índia.
A les eleccions de 1963 va obtenir dos escons. Segons les autoritats índies, Laldenga va visitar secretament Pakistan en busca d'ajut. Al seu retorn a l'Índia fou arrestat però fou alliberat poc després; un cop alliberat fou aclamat pel poble com heroi.
Laldenga va enviar secretament els seus fidels a rebre entrenament al Pakistan i va adquirir armes i el 28 de febrer de 1966 va esclatar la revolta nacional dels mizos. Els rebels van prendre el control dels edificis del govern a la capital i altres ciutats, i van detenir alguns oficials i agents d'intel·ligència indis. El govern va declarar l'estat se setge i va enviar a l'exèrcit. Sota la llei especial de les "Àrees amb disturbis d'Assam i de defensa de l'Índia" l'exèrcit, amb una forta repressió, va dominar la situació a les ciutats però no als llogarets i a les zones selvàtiques. Així doncs els llogarets foren buidats i agrupats en unitats més grans, sota control de l'exèrcit. Això va poder impedir el triomf dels mizos.
El quarter general de Laldenga i la seva gent es va establir al districte anomenat Chittagong Hills Tract de Pakistan Oriental i van realitzar nombroses operacions militars sobre el terreny. La derrota del Pakistan a la guerra de 1971, va deixar sense bases a les forces de Laldenga. Mizoram fou convertir en territori el gener de 1972.
El 1973 Laldenga va poder reactivar les seves activitats. El gener 1974 la Unió Mizo i la secció local del Partit del Congrés es van fusionar i van deixar el Front Nacional com l'organització més representativa del camp mizo. El moviment militar va tornar a agafar força ara des de les seves bases a Birmània.
El gener de 1976 Laldenga va signar un preacord amb l'Índia, però finalment l'acord es va trencar i la guerra va continuar. L'intent de boicot militar de les eleccions de 1978 no va tenir èxit i el Partit del Congrés, La Conferència del Poble del general Sailo, el Mizoram Janata, el Front Democràtic de Mizoram (facció escindida de la Unió Mizo) i independents, hi van participar. La Conferència del Poble va obtenir la majoria i el seu líder va negociar amb una facció oposada a Laldenga dins del Front Nacional Mizo, però les lluites polítiques van imposar el govern presidencial de Mizoram i l'intent es va acabar. L'abril de 1979 el partit de la Conferència del Poble va renovar la majoria.
El 1980 Laldenga va signar un nou acord provisional que tampoc va portar a un acord definitiu. El 1984 el Congrés va guanyar les eleccions a l'estat i Laldenga va reprendre converses amb el govern, però amb l'assassinat d'Indira Gandhi l'octubre del mateix any, no es van poder acabar; el març de 1986 es van reprendre a iniciativa de Rajiv Gandhi i el 30 de juny de 1986 es va signar l'acord definitiu.
Laldenga va esdevenir cap provisional del govern de Mizoram i el seu partit va obtenir la majoria a les següents eleccions, i el febrer de 1987 fou confirmat com a primer ministre. Durant el seu mandat es van donar casos de corrupció, escàndols, repressió de protestes, burocratització i altres que el van obligar a dimitir el maig de 1988.
El 1989 es va posar malalt de càncer, i fou tractat a Delhi i Nova York. El 1990 era tractat a Delhi quan fou portat d'urgència a Londres però va morir camí de l'hospital el 8 de juliol de 1990.